# Primera División (Chile) 2008 Apertura
Die Apertura der Primera División 2008, auch unter dem Namen Campeonato Nacional Apertura Copa Banco del Estado 2008 bekannt, war die 83. Spielzeit der Primera División, der höchsten Spielklasse im Fußball in Chile. Die Saison begann am 25. Januar und endete am 3. Juni.
Die Saison wurde wie bereits in den Vorjahren in zwei eigenständige Halbjahresmeisterschaften, der Apertura und Clausura, unterteilt.
Die Meisterschaft gewann das Team von Everton, das sich im Finale gegen CSD Colo-Colo durchsetzen konnte. Für den Klub aus Viña del Mar war es der 4. Meisterschaftstitel, der sich damit gleichzeitig für die Copa Libertadores 2009 qualifizierte.
Für die Copa Sudamericana 2008 qualifizierten sich die beiden punktbesten Teams der Ligaphase Deportivo Ñublense und CD Universidad Católica. Die Absteiger werden anhand der Gesamttabelle am Ende der Clausura ermittelt.

## Modus
Die 20 Teams spielen einmalig jeder gegen jeden. Aufgegliedert in vier Gruppen à 5 Teams kommt der Gruppensieger in die Finalrunde. Dazu kommen die beiden besten drei Gruppenzweiten sowie der Sieger aus dem Entscheidungsspiel zwischen dem weiteren Gruppenzweiten und dem punktbesten Gruppendritten. Bei Unentschieden entscheidet das Elfmeterschießen.
Die Finalrunde findet im K.-o.-System mit Hin- und Rückspiel statt. Sieger ist das Team mit mehr Toren in beiden Spielen. Bei Unentschieden findet die Auswärtstorregel Anwendung, bei weiterem Torgleichstand geht es in die Verlängerung und ins Elfmeterschießen. Für die Copa Sudamericana qualifizieren sich die beiden punktbesten Mannschaften der Ligaphase. Die Absteiger werden am Ende der Clausura anhand der Gesamttabelle ermittelt.

## Teilnehmer
Die Absteiger der Vorsaison Coquimbo Unido, Santiago Wanderers, Lota Schwager und Deportes Puerto Montt wurden durch die Aufsteiger aus der Primera B Provincial Osorno, Rangers de Talca und Santiago Morning ersetzt. Folgende Vereine nahmen daher an der Meisterschaft 2008 teil:
| Mannschaft                | Stadt             | Stadion                                      |
| ------------------------- | ----------------- | -------------------------------------------- |
| Audax Italiano            | Santiago de Chile | Estadio Bicentenario Municipal de La Florida |
| CD Cobreloa               | Calama            | Estadio Zorros del Desierto                  |
| CD Cobresal               | El Salvador       | Estadio El Cobre                             |
| CSD Colo-Colo             | Santiago de Chile | Estadio Monumental                           |
| Deportes Antofagasta      | Antofagasta       | Estadio Regional de Antofagasta              |
| Deportes Concepción       | Concepción        | Estadio Municipal de Concepción              |
| Deportes La Serena        | La Serena         | Estadio La Portada                           |
| Deportes Melipilla        | Melipilla         | Estadio Municipal Roberto Bravo Santibáñez   |
| Deportivo Ñublense        | Chillán           | Estadio Nelson Oyarzún                       |
| Everton                   | Viña del Mar      | Estadio Sausalito                            |
| CD Huachipato             | Talcahuano        | Estadio Las Higueras                         |
| CD O’Higgins              | Rancagua          | Estadio El Teniente                          |
| CD Palestino              | Santiago de Chile | Estadio Municipal de La Cisterna             |
| Provincial Osorno         | Osorno            | Estadio Rubén Marcos Peralta                 |
| Rangers de Talca          | Talca             | Estadio Fiscal de Talca                      |
| Santiago Morning          | Santiago de Chile | Estadio Municipal de La Pintana              |
| Universidad Católica      | Santiago de Chile | Estadio San Carlos de Apoquindo              |
| Universidad de Chile      | Santiago de Chile | Estadio Nacional de Chile                    |
| Universidad de Concepción | Concepción        | Estadio Municipal de Concepción              |
| Unión Española            | Santiago de Chile | Estadio Santa Laura                          |

## Ligaphase

### Gruppe A
| Pl. | Verein         | Sp. | S  | U | N | Tore    | Diff. | Punkte |
| --- | -------------- | --- | -- | - | - | ------- | ----- | ------ |
| 1.  | Audax Italiano | 19  | 11 | 1 | 7 | 035:250 | +10   | 34     |
| 2.  | Everton        | 19  | 10 | 2 | 7 | 034:300 | +4    | 32     |
| 3.  | CD Cobresal    | 19  | 9  | 4 | 6 | 035:260 | +9    | 31     |
| 4.  | CD Huachipato  | 19  | 7  | 6 | 6 | 029:290 | ±0    | 27     |
| 5.  | Unión Española | 19  | 7  | 3 | 9 | 020:270 | −7    | 24     |

### Gruppe B
| Pl. | Verein                   | Sp. | S  | U | N | Tore    | Diff. | Punkte |
| --- | ------------------------ | --- | -- | - | - | ------- | ----- | ------ |
| 1.  | CD O’Higgins             | 19  | 10 | 6 | 3 | 030:170 | +13   | 36     |
| 2.  | CF Universidad de Chile  | 19  | 9  | 3 | 7 | 028:230 | +5    | 30     |
| 3.  | Santiago Morning (a) (N) | 19  | 9  | 3 | 7 | 035:420 | −7    | 30     |
| 4.  | Deportes La Serena       | 19  | 7  | 5 | 7 | 029:290 | ±0    | 26     |
| 5.  | CD Palestino             | 19  | 7  | 3 | 9 | 028:270 | +1    | 24     |

### Gruppe C
| Pl. | Verein                | Sp. | S | U | N  | Tore    | Diff. | Punkte |
| --- | --------------------- | --- | - | - | -- | ------- | ----- | ------ |
| 1.  | CSD Colo-Colo (M)     | 19  | 7 | 6 | 6  | 035:290 | +6    | 27     |
| 2.  | CD Cobreloa           | 19  | 6 | 5 | 8  | 025:290 | −4    | 23     |
| 3.  | Deportes Antofagasta  | 19  | 4 | 5 | 10 | 016:290 | −13   | 17     |
| 4.  | Provincial Osorno (N) | 19  | 5 | 1 | 13 | 019:380 | −19   | 16     |
| 5.  | Deportes Melipilla    | 9   | 3 | 1 | 5  | 022:400 | −18   | 10     |

### Gruppe D
| Pl.                                | Verein                       | Sp. | S  | U | N  | Tore    | Diff. | Punkte |
| ---------------------------------- | ---------------------------- | --- | -- | - | -- | ------- | ----- | ------ |
| 1.                                 | Deportivo Ñublense           | 19  | 12 | 5 | 2  | 028:140 | +14   | 41     |
| 2.                                 | CD Universidad Católica      | 19  | 11 | 3 | 5  | 037:190 | +18   | 36     |
| 3.                                 | Rangers de Talca (N)         | 19  | 6  | 6 | 7  | 023:250 | −2    | 24     |
| 4.                                 | CD Universidad de Concepción | 19  | 6  | 3 | 10 | 027:330 | −6    | 21     |
| 5.                                 | Deportes Concepción (b)      | 19  | 7  | 3 | 9  | 033:370 | −4    | 15     |
| Quelle: rsssf.org, Stand: Endstand |                              |     |    |   |    |         |       |        |

| (M) | Vorjahresmeister |
| (N) | Aufsteiger       |

## Entscheidungsspiel um die Teilnahme zur Finalrunde
|             | Ergebnis |             |
| ----------- | -------- | ----------- |
| CD Cobresal | 2:2      | CD Cobreloa |

Damit qualifiziert sich CD Cobreloa für die Finalrunde.

## Finalrunde

### Viertelfinale
|                      | Gesamt    |                      | Hinspiel | Rückspiel |
| -------------------- | --------- | -------------------- | -------- | --------- |
| Everton              | (a)4:4(a) | Audax Italiano       | 0:3      | 4:1       |
| CSD Colo-Colo        | 4:2       | Universidad Católica | 3:1      | 1:1       |
| CD Cobreloa          | 1:2       | Deportivo Ñublense   | 0:0      | 1:2       |
| Universidad de Chile | 6:3       | CD O’Higgins         | 4:2      | 2:1       |

### Halbfinale
|                      | Gesamt    |                    | Hinspiel | Rückspiel |
| -------------------- | --------- | ------------------ | -------- | --------- |
| CSD Colo-Colo        | (a)2:2(a) | Deportivo Ñublense | 0:1      | 2:1       |
| Universidad de Chile | 2:4       | Everton            | 1:3      | 1:1       |

### Finale
Das Hinspiel fand am 28. Mai, das Rückspiel am 3. Juni statt.
|               | Gesamt |         | Hinspiel | Rückspiel |
| ------------- | ------ | ------- | -------- | --------- |
| CSD Colo-Colo | 2:3    | Everton | 2:0      | 0:3       |

Mit dem Erfolg gewann Everton seinen 4. Meisterschaftstitel.

## Beste Torschützen
| Rang | Spieler           | Klub                         | Tore |
| ---- | ----------------- | ---------------------------- | ---- |
| 1    | Lucas Barrios     | CSD Colo-Colo                | 19   |
| 2    | Esteban Paredes   | Santiago Morning             | 15   |
| 3    | Ezequiel Miralles | Everton                      | 13   |
|      | Manuel Villalobos | CF Universidad de Chile      | 13   |
| 5    | Cristián Canío    | Everton                      | 12   |
|      | Gabriel Vargas    | CD Universidad de Concepción | 12   |
| 7    | Víctor Aquino     | CD Palestino                 | 11   |
| 8    | Luis Flores       | Deportivo Ñublense           | 10   |